# 廣安守禦千戶所
廣安守禦千戶所是明代的一個衛所，隸四川都司。治所在廣安州州治東，洪武年間置廣安守御千戶所於廣安州，後廢；宣德八年復置。